# Fotografenagentur
Eine Fotografenagentur oder Fotografenrepräsentanz ist ein Unternehmen zur Vermittlung der Dienstleistung von Fotografen.
Fotografenagenturen vermitteln, im Gegensatz zu Foto- oder Bildagenturen, nicht die Werke von Fotografen, sondern deren Dienstleistung; vergleichbar Künstleragenturen oder Modelagenturen. Neben den eigentlichen Aufgaben als Fotografenagenturen – der Vermittlung von Fotografen und deren Kunden (Termine, Verträge, Bildrechte etc.), Öffentlichkeitsarbeit und Werbung für den Fotografen – sind viele auch als Bildagentur für ihre Fotografen tätig.
Fotografenagenturen arbeiten zum überwiegenden Teil auf Provisionsbasis, wobei diese Provision zumeist (Deutschland, Österreich, Schweiz) vom Fotografen erhoben wird und seltener (wie z. B. bei Künstleragenturen üblich) auch vom Kunden.
Arten der Bindung des Fotografen an die Fotografenagentur:
- Exklusiv: Alle Aufträge des Fotografen laufen über die Agentur.
- Semi-Exklusiv: Der Fotograf beschäftigt zwar nur eine Fotografenagentur, es werden aber auch nur die von der Agentur vermittelten Aufträge von dieser verwaltet und verrechnet.
- Non-Exklusiv: Der Fotograf ist frei, von mehreren Agenturen bzw. Plattformen vertreten zu werden.

Sowohl exklusive wie auch semi-exclusive Bindungen können regional begrenzt sein.